# Stade Marco-Lorenzon
Le stade Marco-Lorenzon (en italien : Stadio Marco Lorenzon) est un stade de football italien situé dans la ville de Rende, en Calabre.
Le stade, doté de 5 000 places et inauguré en 1971, sert d'enceinte à domicile à l'équipe de football du Rende Calcio 1968.
Il porte le nom de Marco Lorenzon, ancien joueur du club mort d'un accident de la route.

## Histoire
Les travaux du stade débutent en 1971, dans un quartier nouveau, pour s'achever la même année.
En 1977, le stade change de nom en hommage à Marco Lorenzon, joueur décédé cette année-là du Rende Calcio.
Le stade est composé de quatre tribunes, une couverte, une ouverte et deux latérales, ainsi que d'un virage, construit en 1978.

## Événements

### Matchs internationaux de football
| Date             | Compétition | Équipes                         | Score | Affluence |
| ---------------- | ----------- | ------------------------------- | ----- | --------- |
| 12 décembre 2007 |             | Italie -19 ans — France -19 ans | 0-1   | —         |